# 深川優月
深川 優月（ふかがわ ゆづき、2000年3月1日 ‐ ）は九州朝日放送のアイタカーリポーター。福岡県・佐賀県を中心に活動している。

## 略歴
2019年に福岡女学院大学のミス・コンテスト、通称プリンセスミッションでグランプリに輝き、福岡南警察署で一日署長を務める。
2019年からサロンモデルやブライダルモデルなどモデルとして活動。
2024年に九州朝日放送のアイタカーリポーターデビュー。

## 人物
佐賀市立三日月小学校、佐賀大学教育学部附属中学校、佐賀県立致遠館高校を経て福岡女学院大学を卒業。
ネギが大好きだと公表している。
父親はボートレーサーの深川真二。

## 出演
- KBCテレビ 地元応援live Wish+アイタカー中継
- KBCラジオ PAO〜N、アサデス。ラジオ、めぐみのラジオ等のアイタカー中継。